# Championnat d'Europe féminin de volley-ball des petits États
Le Championnat d'Europe féminin de volley-ball des petits États est une compétition européenne de volley-ball organisée par la Confédération européenne de volley-ball. Créée en 2000, elle se déroule tous les deux ans depuis 2007.

## Palmarès
| Année | Lieu       | Champion    | Finaliste   | Troisième     | Quatrième       |
| ----- | ---------- | ----------- | ----------- | ------------- | --------------- |
| 2000  | La Valette | Chypre      | Saint-Marin | Malte         | Luxembourg      |
| 2002  | Luxembourg | Saint-Marin | Chypre      | Luxembourg    | Islande         |
| 2004  | Vaduz      | Chypre      | Luxembourg  | Liechtenstein | Écosse          |
| 2007  | Glasgow    | Islande     | Luxembourg  | Chypre        | Liechtenstein   |
| 2009  | Schaan     | Chypre      | Saint-Marin | Luxembourg    | Liechtenstein   |
| 2011  | Luxembourg | Chypre      | Saint-Marin | Luxembourg    | Liechtenstein   |
| 2013  | Cospicua   | Chypre      | Saint-Marin | Écosse        | Luxembourg      |
| 2015  | Schaan     | Chypre      | Écosse      | Luxembourg    | Îles Féroé      |
| 2017  | Luxembourg | Islande     | Luxembourg  | Chypre        | Écosse          |
| 2019  | Luxembourg | Luxembourg  | Écosse      | Îles Féroé    | Irlande du Nord |

## Tableau des médailles
| Rang | Nation        | Or | Argent | Bronze | Total |
| ---- | ------------- | -- | ------ | ------ | ----- |
| 1    | Chypre        | 6  | 1      | 2      | 9     |
| 2    | Islande       | 2  | 0      | 0      | 2     |
| 3    | Saint-Marin   | 1  | 4      | 0      | 5     |
| 4    | Luxembourg    | 1  | 3      | 4      | 8     |
| 5    | Écosse        | 0  | 2      | 1      | 3     |
| 6    | Malte         | 0  | 0      | 1      | 1     |
| 6    | Liechtenstein | 0  | 0      | 1      | 1     |
| 6    | Îles Féroé    | 0  | 0      | 1      | 1     |